# Eugène Marais
Eugène Nielen Marais (ur. 9 stycznia 1871 w Pretorii, zm. 29 marca 1936 w Pelindabie) – południowoafrykański pisarz, poeta i dziennikarz.
Urodził się nieopodal Pretorii. Pracował w piśmie „Land en Volk”, z czasem został jego redaktorem naczelnym i właścicielem. Publikowane przezeń kontrowersyjne artykuły relacjonujące przebieg obrad transwalskiego Volksraadu doprowadziły do usunięcia go z loży prasowej izby. Za krytykę polityki prezydenta Paulusa Krugera wytoczono mu proces o zdradę stanu (zakończył się on uniewinnieniem Marais’go). Wkrótce po śmierci żony (1894) podjął studia (prawnicze i medyczne) w Londynie. Po wybuchu II wojny burskiej uciekł z Wielkiej Brytanii. Usiłował, wraz z transportem broni i środków medycznych, przez środkową Afrykę przedostać się do ojczyzny, zachorował jednak na malarię i przez jakiś czas przebywał w jednym ze szpitali w Portugalskiej Afryce Wschodniej. W 1904 powrócił do Pretorii, szybko jednak przeniósł się w wyludniony po niedawnych działaniach wojennych region Waterbergu, gdzie przez trzy lata badał żyjące w naturalnych warunkach pawiany. Efektem tych obserwacji była książka Moi przyjaciele pawiany. W latach późniejszych przeprowadził się do Pretorii i zaczął pracować jako prawnik i dziennikarz. Nadal interesował się przyrodą, od 1923 publikował artykuły poświęcone życiu termitów, w 1925 zamieścił w jednym z pism podsumowanie swoich obserwacji tych owadów. W 1926 Maurice Maeterlinck wydał Życie białej mrówki. Praca ta była plagiatem dzieła Marais’go, co zostało przez niego udowodnione.
Zmarł śmiercią samobójczą.